# El Lance
El Lance es una localidad y pedanía española perteneciente al municipio de Rubite, en la provincia de Granada. Está situada en la parte centro-este de la comarca de la Costa Granadina. En plena costa mediterránea, cerca de esta localidad se encuentran los núcleos de Casarones, Castillo de Baños de Arriba, La Guapa, Castillo de Baños de Abajo, Haza del Trigo, La Mamola y Castell de Ferro.
La zona de El Lance y alrededores constituye el principal centro turístico y vacacional del municipio. La playa del Lance, que da nombre al pueblo, es el epicentro de la localidad.

## Demografía
Según el Instituto Nacional de Estadística de España, en el año 2023 El Lance contaba con 14 habitantes censados, lo que representa el 3,45% de la población total del municipio.

### Evolución de la población
| Gráfica de evolución demográfica de El Lance entre 2013 y 2023 |
|                                                                |
| Datos según el nomenclátor publicado por el INE.               |

## Comunicaciones

### Carreteras
La principal vía de comunicación que transcurre por esta localidad es:
| Identificador | Denominación               | Itinerario                           |
| ------------- | -------------------------- | ------------------------------------ |
| N-340A        | Carretera del Mediterráneo | Castell de Ferro - Castillo de Baños |

Algunas distancias entre El Lance y otras ciudades:
| Ciudades | Distancia (km) |
| -------- | -------------- |
| Rubite   | 19             |
| Motril   | 27             |
| Granada  | 85             |
| Almería  | 86             |
| Jaén     | 176            |
| Murcia   | 304            |